# Липпе-Детмольд
Ли́ппе (также Ли́ппе-Де́тмольд; нем. Lippe, Lippe-Detmold) — историческое государство на территории современной Германии, существовавшее с 1123 по 1918 год, располагавшееся между рекой Везер и Тевтобургским Лесом.

## История
Основатель государства Липпе, Бернгард I, получил эту территорию от императора Священной Римской империи Лотаря II. Преемники Бернгарда присоединили к Липпе ещё несколько графств, после чего Симон V стал именовать себя графом.
После смерти Симона VI в 1613 году графство было разделено на три части: Липпе-Детмольд отошёл старшему сыну Симону VII, Липпе-Браке — Отто, а Липпе-Альвердиссен — Филиппу I. Липпе-Браке воссоединилось с Липпе-Детмольдом в 1709 году.
В 1789 году графы Липпе-Детмольд получили титул имперских князей. Первым князем Липпе стал Леопольд I.
В начале 1905 года со смертью душевнобольного князя Александра линия князей Липпе-Детмольд пресеклась. После долгих династических споров между соседним княжеством Шаумбург-Липпе и линией Липпе-Бистерфельд, Имперский суд в Лейпциге в конце 1905 года передал княжество не имевшей до того ни одного суверенного территориального владения линии Липпе-Бистерфельд.
После Ноябрьской революции 1918 года в Германии и отречения Леопольда IV Липпе становится Свободным государством.
В 1947 году Липпе стал частью Федеральной земли Северный Рейн-Вестфалия (см. статью Липпе (район)).

## ПравителиЛиппе

### Сеньоры Липпе
- Бернгард I Липпе (1123—1158)
- Герман I (1128—1167)
- Бернгард II (1168—1196)
- Герман II (1196—1229)
- Бернгард III (1230—1265)
- Герман III (1265—1273)
- Бернгард IV (1285—1275)
- Симон I (1273—1344)
- Симон II (1344)
- Отто (1344—1360)
- Бернгард V (1344—1364)
- Симон III (1360—1410)
- Бернгард VI (1410—1415)
- Симон IV (1415—1429)
- Бернгард VII (1429—1511)
- Симон V (1511—1536)

### Имперские графы Липпе (с 1529)
- Симон V (1511—1536)
- Бернгард VIII (1536—1563)
- Симон VI (1563—1613)

### Графы Липпе-Детмольд
- Симон VII (1613—1627)
- Симон Людвиг (1627—1636)
- Симон Филипп (1636—1650)
- Иоганн Бернгард (1650—1652)
- Герман Адольф (1652—1665)
- Симон Генрих (1665—1697)
- Фридрих Адольф (1697—1718)
- Симон Генрих Адольф (1718—1734)
- Симон Август (1734—1782)
- Леопольд I (1782—1789)

### Имперские князья (рейхсфюрсты)Липпе
- Леопольд I (1789—1802)
- Леопольд II (1802—1851)
- Леопольд III (1851—1875)
- Вольдемар (1875—1895)
- Александр (1895—1905)
- Леопольд IV (1905—1918)

Упразднение после 1918.

## Главы Дома Липпе
- Леопольд IV (1918—1949)
- Армин (1949—2015)
- Стефан (с 2015)

## Административное деление
Территория Липпе-Детмольта делилась на департаменты (amt):
- Департамент Бломберг
- Департамент Браке
- Департамент Детмольд
- Департамент Горн
- Департамент Липпероде
- Департамент Эрлинггаузен
- Департамент Шидер
- Департамент Шётмар
- Департамент Шваленберг
- Департамент Штернберг-Барнтруп
- Департамент Фаренгольц

Самостоятельные города:
- Барнтруп
- Бломберг
- Детмольд
- Горн
- Лаге
- Лемго
- Липпштадт
- Зальцуфлен